# Křišťálová Lupa
Křišťálová Lupa – Cena českého Internetu je čtenářská anketa zpravodajského serveru Lupa.cz a jejího vydavatele Internet Info, jejímž úkolem je najít nejzajímavější projekty a služby na českém Internetu. Probíhá každoročně od konce léta do podzimu. První ročník se uskutečnil v roce 2006.
Každým rokem je vyhlášeno několik kategorií. Celá soutěž má několik fází:
1. Čtenářská nominace: Uživatelé internetu nominují své oblíbené internetové projekty v jednotlivých kategoriích. V každé kategorii mohou nominovat pouze jeden projekt = 1 hlas.
2. Finální hlasování: Do fáze hlasování postupuje v každé kategorii pět projektů s nejvyšším počtem hlasů z fáze nominace. Hlasováním se určí jejich finální pořadí (1.–5. místo v každé kategorii).
3. Hlasování poroty: V kategoriích, jako je „Osobnost roku“, „Projekt roku“ nebo „Anticena“ hlasuje odborná porota – rovněž 1.–5. místo.

## Výsledky

### Hlasování veřejnosti

#### Cena popularity
V roce 2011 kategorie „All Star“, v roce 2024 kategorie „Hvězda“.
| rok  | 1. místo                        | 2. místo              | 3. místo         |
| ---- | ------------------------------- | --------------------- | ---------------- |
| 2011 | Seznam.cz                       | Google.cz             | iDNES.cz         |
| 2015 | DVTV                            | Mapy.cz – nové služby | Praha vs. Prachy |
| 2016 | DVTV                            | Mapy.cz nové služby   | Stream.cz        |
| 2017 | DVTV                            | Databazeknih.cz       | Edna.cz          |
| 2018 | DVTV                            | Honest Guide          | Mapy.cz          |
| 2019 | DVTV                            | Honest Guide          | Databazeknih.cz  |
| 2020 | DVTV                            | Šťastné pondělí       | Knihy Dobrovský  |
| 2021 | Mikýřova úžasná pouť internetem | Opravdové zločiny     | Kluci z Prahy    |
| 2022 | Opravdové zločiny               | Kluci z Prahy         | Knihy Dobrovský  |
| 2023 | Těhotnej kuchař                 | Kluci z Prahy         | Šťastné pondělí  |
| 2024 | Rohlík.cz                       | Hedepy                | Knihobot.cz      |

#### Zpravodajství a publicistika
V roce 2006 a 2007 kategorie „Obecné zpravodajství“, v roce 2009 a 2010 kategorie „Média – všeobecná“, v letech 2011 až 2017 „Zpravodajství“.
| rok  | 1. místo      | 2. místo      | 3. místo    |
| ---- | ------------- | ------------- | ----------- |
| 2006 | iDNES.cz      | Aktuálně.cz   | Novinky.cz  |
| 2007 | iDNES.cz      | Novinky.cz    | Aktuálně.cz |
| 2008 | iDNES.cz      | Novinky.cz    | Aktuálně.cz |
| 2009 | iDNES.cz      | Novinky.cz    | Aktuálně.cz |
| 2010 | iDNES.cz      | Novinky.cz    | Aktuálně.cz |
| 2011 | iDNES.cz      | Novinky.cz    | Aktuálně.cz |
| 2012 | iDNES.cz      | Novinky.cz    | Aktuálně.cz |
| 2013 | iDNES.cz      | ČT24          | Novinky.cz  |
| 2014 | iDNES.cz      | ČT24          | Novinky.cz  |
| 2015 | iDNES.cz      | DVTV          | ČT24        |
| 2016 | DVTV          | iDNES.cz      | Novinky.cz  |
| 2017 | DVTV          | iDNES.cz      | ČT24        |
| 2018 | DVTV          | Seznam Zprávy | iDNES.cz    |
| 2019 | DVTV          | Deník N       | ČT24        |
| 2020 | Seznam Zprávy | ČT24          | Deník N     |
| 2021 | Seznam Zprávy | ČT24          | Deník N     |
| 2022 | Seznam Zprávy | ČT24          | Deník N     |
| 2023 | Seznam Zprávy | ČT24          | Deník N     |
| 2024 | ČT24          | Seznam Zprávy | iDNES.cz    |

#### Internetové obchodování
Mezi lety 2006 až 2008 kategorie „E-shop".
| rok  | 1. místo         | 2. místo         | 3. místo        |
| ---- | ---------------- | ---------------- | --------------- |
| 2006 | CzechComputer.cz | VltavaStores.cz  | Alza.cz         |
| 2007 | CzechComputer.cz | Alza.cz          | Mimibazar.cz    |
| 2008 | Aukro.cz         | CzechComputer.cz | Alza.cz         |
| 2009 | Aukro.cz         | Alza.cz          | Mimibazar.cz    |
| 2010 | Aukro.cz         | Alza.cz          | Zboží.cz        |
| 2011 | Aukro.cz         | Alza.cz          | Heureka.cz      |
| 2012 | Alza.cz          | Aukro.cz         | Heureka.cz      |
| 2013 | Heureka.cz       | Alza.cz          | Aukro.cz        |
| 2014 | Heureka.cz       | Alza.cz          | ePojisteni.cz   |
| 2015 | Heureka.cz       | Alza.cz          | Fler.cz         |
| 2016 | Heureka.cz       | Alza.cz          | Slevomat.cz     |
| 2017 | Alza.cz          | Heureka.cz       | Slevomat.cz     |
| 2018 | Alza.cz          | Heureka.cz       | CZC.cz          |
| 2019 | Alza.cz          | Zásilkovna.cz    | Heureka.cz      |
| 2020 | Zásilkovna.cz    | Alza.cz          | CZC.cz          |
| 2021 | Zásilkovna       | Alza.cz          | CZC.cz          |
| 2022 | Zásilkovna       | Alza.cz          | Knihy Dobrovský |
| 2023 | Alza.cz          | Zásilkovna       | Knihobot.cz     |
| 2024 | Alza.cz          | Zásilkovna       | Knihy Dobrovský |

#### Nástroje a služby
| rok  | 1. místo                  | 2. místo            | 3. místo                        |
| ---- | ------------------------- | ------------------- | ------------------------------- |
| 2011 | Mapy.cz                   | Jízdnířády.iDNES.cz | Wikipedia.cz                    |
| 2012 | Mapy.cz – turistické mapy | Úschovna.cz         | ČSFD.cz                         |
| 2013 | Mapy.cz – nová aplikace   | ČSFD.cz             | Český hydrometeorologický ústav |
| 2014 | Mapy.cz                   | ČSFD.cz             | iVysílání.cz                    |
| 2015 | ČSFD.cz                   | Mapy.cz             | Aplikace Jízdní řády            |
| 2016 | Mapy.cz                   | ČSFD.cz             | Úschovna.cz                     |
| 2017 | ČSFD.cz                   | Mapy.cz             | Databazeknih.cz                 |
| 2018 | Mapy.cz                   | ČSFD.cz             | Úschovna.cz                     |
| 2019 | Mapy.cz                   | ČSFD.cz             | Databazeknih.cz                 |
| 2020 | Mapy.cz                   | Hlídač státu        | PoštaOnline – Česká pošta       |
| 2021 | Mapy.cz                   | ČSFD.cz             | Heureka.cz                      |
| 2022 | Mapy.cz                   | ČSFD.cz             | Heureka.cz                      |
| 2023 | Mapy.cz                   | ČSFD.cz             | Bankovní identita               |
| 2024 | Mapy.cz                   | ČSFD.cz             | Zásilkovna                      |

#### Zájmové weby
V letech 2006 a 2007 kategorie „Specializované zpravodajství“, v roce 2008 „Magazín“ a v letech 2009 a 2010 „Média – specializovaná“.
| rok  | 1. místo        | 2. místo      | 3. místo            |
| ---- | --------------- | ------------- | ------------------- |
| 2006 | Rodina.cz       | Hoax.cz       | Víra.cz             |
| 2007 | Rodina.cz       | Onlajny.cz    | Dama.cz             |
| 2008 | Živě.cz         | Super.cz      | Reflex.cz           |
| 2009 | Živě.cz         | MobilMania.cz | Rodina.cz           |
| 2010 | Živě.cz         | MobilMania.cz | Rodina.cz           |
| 2011 | ČSFD.cz         | Živě.cz       | dTest.cz            |
| 2012 | dTest.cz        | Živě.cz       | ProŽeny.cz          |
| 2013 | Peklo na talíři | Edna.cz       | eMimino.cz          |
| 2014 | Živě.cz         | Menu domu     | eMimino.cz          |
| 2015 | Edna.cz         | Technet.cz    | Pestrýjídelníček.cz |
| 2016 | Živě.cz         | Technet.cz    | Edna.cz             |
| 2017 | Edna.cz         | Technet.cz    | Živě.cz             |
| 2018 | Databazeknih.cz | Edna.cz       | Živě.cz             |
| 2019 | Databazeknih.cz | Živě.cz       | Technet.cz          |
| 2020 | INDIAN          | Cestina20.cz  | Bez frází           |
| 2021 | INDIAN          | Živě.cz       | Čeština 2.0         |
| 2022 | Živě.cz         | Garáž.cz      | INDIAN              |
| 2023 | Paralelní listy | INDIAN        | Živě.cz             |
| 2024 | dTest           | INDIAN        | Livesport.cz        |

#### One(wo)man show
Mezi lety 2006 až 2008 kategorie „Blog“, v roce 2009 kategorie „Média – uživatelská“.
| rok  | 1. místo                  | 2. místo                  | 3. místo                 |
| ---- | ------------------------- | ------------------------- | ------------------------ |
| 2006 | Ostravak.bloguje.cz       | Cuketka.cz                | Reality-show.panacek.com |
| 2007 | ilblog.cz                 | Cuketka.cz                | Qark.net                 |
| 2008 | Strach.cz                 | Cuketka.cz                | LaTrine.cz               |
| 2009 | ekuchařka.net             | LOST.cz                   | DDWorld.cz               |
| 2011 | 1000, věcí co mě serou    | Módní peklo               | Čtyřlístky.cz            |
| 2012 | Módnípeklo.cz             | Debilní kecy              | Protivná blondýna        |
| 2013 | Opráski sčeskí historje   | Hudební masakry           | Protivná blondýna        |
| 2014 | Menu domu                 | Hudební masakry           | Praha neznámá            |
| 2015 | Kafe a cigárko            | Deníček moderního fotra   | Martin Rota              |
| 2016 | Jiří Král                 | Databázeknih.cz           | Krkavčí matka            |
| 2017 | Databázeknih.cz           | Kovy (youtuber)           | My cooking diary         |
| 2018 | Jiří Ovčáček – unofficial | TMBK                      | Nikol Štíbrová Instagram |
| 2019 | TMBK                      | Gastromapa Lukáše Hejlíka | Pacholek.com             |
| 2020 | Karel Kovář (Kovy)        | StandaShow                | Jára Cimrman MEMES       |
| 2021 | TMBK                      | Karel Kovář (Kovy)        | StandaShow               |
| 2022 | Těhotnej kuchař           | TMBK                      | Jirka vysvětluje věci    |
| 2023 | Těhotnej kuchař           | Stejk                     | Jirka vysvětluje věci    |
| 2024 | Těhotnej kuchař           | Stejk                     | Jirka vysvětluje věci    |

#### Online video
| rok  | 1. místo                        | 2. místo                        | 3. místo        |
| ---- | ------------------------------- | ------------------------------- | --------------- |
| 2018 | Šťastné pondělí                 | 3v1                             | Honest Guide    |
| 2019 | Honest Guide                    | Dva tátové                      | Kovy (youtuber) |
| 2020 | Tři tygři                       | DVTV                            | Slunečná        |
| 2021 | Mikýřova úžasná pouť internetem | Kluci z Prahy                   | DVTV            |
| 2022 | Kluci z Prahy                   | Mikýřova úžasná pouť internetem | Šťastné pondělí |
| 2023 | Těhotnej kuchař                 | Šťastné pondělí                 | Kluci z Prahy   |
| 2024 | Kluci z Prahy                   | Jirka vysvětluje věci           | DVTV            |

#### Podcast roku
| rok  | 1. místo          | 2. místo          | 3. místo                        |
| ---- | ----------------- | ----------------- | ------------------------------- |
| 2020 | U Kulatého stolu  | Vinohradská 12    | České podsvětí                  |
| 2021 | U Kulatého stolu  | Opravdové zločiny | Vlevo dole                      |
| 2022 | Opravdové zločiny | U Kulatého stolu  | Paměť národa: Dobrovský & Šídlo |
| 2023 | Hype-cast         | Opravdové zločiny | Čestmír Strakatý                |
| 2024 | Hype-cast         | Opravdové zločiny | Vinohradská 12                  |

### Hlasování odborné poroty

#### Anticena
| rok  | 1. místo                                                          | 2. místo | 3. místo |
| ---- | ----------------------------------------------------------------- | --- | --- |
| 2006 | Peprnet.cz                                                        | Rejstrikfirem.cz                                                                                                | Portal.gov.cz                                                                                                   |
| 2007 | Peprnet.cz                                                        | Vesmirnilide.cz                                                                                                 | Chmu.cz |
| 2008 | tn.cz                                                             | Bezdrátová Praha                                                                                                | Chmu.cz |
| 2009 | DIGNITY                                                           | Aktivity BSA | Datové schránky                                                                                                 |
| 2010 | Datové schránky                                                   | Audiovizuální zákon                                                                                             | Internetové projekty státní správy                                                                              |
| 2011 | Přílepek loterijního zákona o cenzuře internetu poslance Farského | Bezdrátová Praha                                                                                                | ČTÚ a jeho špatná regulace telekomunikačního trhu                                                               |
| 2012 | Centrální registr vozidel                                         | Tojecool.cz | IZIP |
| 2013 | Monopol na data o jízdních řádech                                 | Nedodržení závazků české vlády v rámci Open Government                                                          | Google Image Search                                                                                             |
| 2014 | Čeští operátoři za nerozvoj mobilního internetu                   | Google – zneužívání Dominantního postavení na trhu                                                              | Parlamentnilisty.cz a spol                                                                                      |
| 2015 | Chaps a jeho blokace otevřených dat                               | MF za prosazování blokace přístupu k internetovým stránkám                                                      | Neexistující registr smluv                                                                                      |
| 2016 | Cenzura internetu v hazardním zákoně                              | Vysoké ceny mobilního internetu                                                                                 | Neexistující Národní plán rozvoje NGA                                                                           |
| 2017 | EET v oblasti e-commerce                                          | Změna postoje Seznam.cz k dezinformačním webům v Sklik                                                          | Datové limity českých operátorů                                                                                 |
| 2018 | Mobilní operátoři předražená data pro veřejnost                   | Vláda ČR a nedostatečný vývoj eGovernment                                                                       | Dezinformační weby na hlavní stránce Seznam.cz                                                                  |
| 2019 | Vláda ČR a nedostatečný vývoj eGovernment                         | Drahý mobilní internet a omezení dat, Globální firmy platící v ČR nepřiměřeně nízké daně z příjmů (2.–3. místo) | Drahý mobilní internet a omezení dat, Globální firmy platící v ČR nepřiměřeně nízké daně z příjmů (2.–3. místo) |
| 2020 | Selhání vlády při zavádění Chytré karantény                       | Neotevření vládních dat týkajících se covidu-19                                                                 | Nedostatečný vývoj eGovernmentu v ČR                                                                            |
| 2021 | Nedostatečný vývoj eGovernmentu v ČR                              | Vláda a její nezvládnutý boj proti covidovým hoaxům                                                             | Aukce 5G kmitočtů, která nepřinesla čtvrtého operátora                                                          |
| 2022 | Nedostatečný vývoj eGovernmentu v ČR                              | XIXOIO | Nesystémový postup Vlády ČR při potírání dezinformací                                                           |
| 2023 | Nulová aktivita české vlády v boji proti online dezinformacím     | XIXOIO, I. Bartoš za nedostatečný vývoj digitalizace a eGovernmentu                                             | XIXOIO, I. Bartoš za nedostatečný vývoj digitalizace a eGovernmentu                                             |
| 2024 | Falešný "bankrot" Brašnářství Tlustý                              | Google a jeho monopolistický přístup vůči českým vydavatelům                                                    | Problémy při spuštění digitalizace stavebního řízení                                                            |

#### E-commerce inspirace
| rok  | 1. místo                  | 2. místo                                     | 3. místo                                 |
| ---- | ------------------------- | -------------------------------------------- | ---------------------------------------- |
| 2012 | Ticketon.cz               | VotocVohoz.cz                                | ChlapskaZasilka.cz                       |
| 2013 | DameJidlo.cz              | Bonami.cz                                    | Aerovod.cz                               |
| 2014 | Liftago Taxi              | Rohlik.cz                                    | Bileto                                   |
| 2015 | Pilulka.cz                | Ordr.cz                                      | Glami.cz                                 |
| 2016 | Zonky.cz                  | Do Do                                        | LidskáSíla.cz                            |
| 2017 | Alza Bitcoiny             | Fundlift.cz, Do Do (2. – 3. místo)           | Fundlift.cz, Do Do (2. – 3. místo)       |
| 2018 | Footshop                  | HN+                                          | Bezpotisku.cz                            |
| 2019 | Zásilkovna.cz             | Ponožky od babičky - Elpida                  | Footshop                                 |
| 2020 | Vstup Pilulka.cz na burzu | Donio                                        | Vstupenky na NIC 2020 – GoOut.net        |
| 2021 | Qerko                     | Zásilkovna domů                              | Knihobot.cz                              |
| 2022 | Qerko                     | Rohlík Premium                               | AlzaPlus+                                |
| 2023 | Bezobslužné prodejny COOP | Spolupráce Knihobotu s Rohlíkem              | Do půlnoci objednáš, ráno v AlzaBoxu máš |
| 2024 | Knihobot.cz               | Otevření Alzaboxů pro jiné logistické služby | AlzaPlus+                                |

#### Projekt roku
| rok  | 1. místo                                 | 2. místo                                 | 3. místo                                                      |
| ---- | ---------------------------------------- | ---------------------------------------- | ------------------------------------------------------------- |
| 2006 | Aktuálně.cz                              | Mapy.cz                                  | Wikipedie.cz                                                  |
| 2007 | stream.cz                                | Mapy.cz                                  | Odhaleni.cz                                                   |
| 2008 | bezrealitky.cz                           | Heureka.cz                               | Dopravniinfo.cz                                               |
| 2009 | OnTheRoad.to                             | Paměťnároda.cz                           | iVysílání.cz                                                  |
| 2010 | slevomat.cz                              | darujspravne.cz                          | Scuk.cz                                                       |
| 2011 | webové a mobilní aktivity České televize | ŽítBrno.cz                               | Google+                                                       |
| 2012 | Mall.cz – prodej firmy                   | AVG – vstup na NYSE                      | Demagog.cz                                                    |
| 2013 | Peklo na talíři                          | Srpen 1968 na Facebooku a Twitteru       | Demagog.cz                                                    |
| 2014 | DameJidlo.cz                             | DVTV                                     | Echo24.cz                                                     |
| 2015 | DVTV                                     | Rohlik.cz                                | Skypicker                                                     |
| 2016 | Avast a koupě AVG                        | Kiwi.com                                 | Rohlik.cz                                                     |
| 2017 | Hlídač státu                             | Kiwi.com                                 | iROZHLAS, Miton Group, Seznam Zprávy (3.–5. místo)            |
| 2018 | Kingdom Come: Deliverance                | Srpen 1968 v Českém Rozhlase             | Branky body kokoti                                            |
| 2019 | Deník N                                  | Kiwi.com                                 | Beatsaber.com                                                 |
| 2020 | Covid19cz.cz                             | Hlídač státu                             | Film V síti                                                   |
| 2021 | Expanze Rohlík.cz do zahraničí           | Čeští elfové                             | Česko.digital / Mikýřova úžasná pouť internetem (3.–4. místo) |
| 2022 | Zbraneproukrajinu.cz                     | Diskuse Seznamu                          | Productboard.com                                              |
| 2023 | Zbraneproukrajinu.cz                     | Pokus českých manažerů zachránit Groupon | Qerko / Seznam Médium (3.–4. místo)                           |
| 2024 | Prodej Zásilkovny                        | Digitalizační projekty MPSV / eDoklady   | DiPSy                                                         |

#### Globální projekty českých tvůrců
| rok  | 1. místo                       | 2. místo                                                                     | 3. místo                                    |
| ---- | ------------------------------ | ---------------------------------------------------------------------------- | ------------------------------------------- |
| 2011 | Socialbakers.com               | Machinarium                                                                  | Shipito.com                                 |
| 2012 | GoodData                       | Shipito                                                                      | Botanicula                                  |
| 2013 | apiary.io                      | Brand Embassy                                                                | CDN77.com                                   |
| 2014 | Keboola                        | Brand Embassy                                                                | Kingdome Come                               |
| 2015 | Skypicker                      | Energomonitor                                                                | ROI Hunter.com                              |
| 2016 | Avast.com                      | Brand Embassy, Prague Guide (Stream.cz), Parfums.cz / Notino (2. – 4. místo) |                                             |
| 2017 | Windy                          | Mapy.cz – celý svět                                                          | Trezor                                      |
| 2018 | Windy                          | Honest Guide                                                                 | Kiwi.com, Prusa3D.cz (3.–4. místo)          |
| 2019 | Průša3D.cz                     | Kiwi.com                                                                     | BeatSaber                                   |
| 2020 | Beat Saber                     | Prusa3D.cz                                                                   | Livesport.cz                                |
| 2021 | Expanze Rohlík.cz do zahraničí | Prusa3D.cz                                                                   | Productboard.com / Rossum.ai (3.–4. místo)  |
| 2022 | Windy.com                      | Livesport.cz                                                                 | Productboard.com / Prusa3D.cz (3.–4. místo) |
| 2023 | Livesport.cz                   | Windy.com                                                                    | Photopea                                    |
| 2024 | Livesport.cz                   | Windy.com                                                                    | Rohlík.cz                                   |

#### Obsahová inspirace
| rok  | 1. místo                                       | 2. místo                                                      | 3. místo                                                      |
| ---- | ---------------------------------------------- | ------------------------------------------------------------- | ------------------------------------------------------------- |
| 2012 | Mixér.cz                                       | Česká televize – Letní olympijské hry, Žít Brno (2.–3. místo) | Česká televize – Letní olympijské hry, Žít Brno (2.–3. místo) |
| 2013 | Datová žurnalistika na IHNED.cz                | Srpen 1968 na Facebooku a Twitteru                            | Tablet media: Dotyk                                           |
| 2014 | Kancelář Blaník na Stream.cz                   | 067.cz                                                        | DVTV                                                          |
| 2015 | Praha vs. prachy                               | HlídacíPes.org                                                | Plánovač výletů na Mapy.cz                                    |
| 2016 | Ministerstvo kultury na Twitteru               | HlídacíPes.org                                                | MladýPodnikatel.cz                                            |
| 2017 | HlídacíPes.org                                 | One man show                                                  | Honest Guide                                                  |
| 2018 | Forbes Espresso                                | Rozšířená realita: Rozhlas Srpen 1968                         | Bez frází                                                     |
| 2019 | Živá rekonstrukce okupace 1939 – Český rozhlas | Vinohradská 12 podcast                                        | Bez faulu                                                     |
| 2020 | Film V síti                                    | Hlídač státu, ČT edu (2.–3. místo)                            | Hlídač státu, ČT edu (2.–3. místo)                            |
| 2021 | Mikýřova úžasná pouť internetem                | Hlídač státu                                                  | Dramox                                                        |
| 2022 | Česko 2022: Život k nezaplacení                | KVIFF.tv                                                      | Úžasná místa v Česku                                          |
| 2023 | Seznam Médium                                  | Pod svícnem                                                   | Heyfomo                                                       |

#### Marketingová inspirace
| rok  | 1. místo                                        | 2. místo                                                                              | 3. místo                                                                              |
| ---- | ----------------------------------------------- | ------------------------------------------------------------------------------------- | ------------------------------------------------------------------------------------- |
| 2012 | Prezidentská kampaň Vladimíra Franze            | Placený model FFFilm                                                                  | QR STORE MALL.CZ                                                                      |
| 2013 | Online Kampaň Karel na hrad                     | Jaromír Jágr na Facebooku                                                             | Těžká váha.cz                                                                         |
| 2014 | Jaromír Jágr na Facebooku                       | Marketing Festival                                                                    | Brašnářství R. Tlustý (Facebook)                                                      |
| 2015 | Utubering                                       | Fofola                                                                                | Marketing Festival                                                                    |
| 2016 | 1. liga ePojisteni.cz                           | Digitální garáž                                                                       | Engage 2016                                                                           |
| 2017 | One Man Show – Prostřeno                        | Na volné noze                                                                         | Martinus.cz                                                                           |
| 2018 | Rekola – Libeňský most                          | Alza.cz – politická satira (králíci a diplomky), CZC.cz – kampaň Dvojky (2.–3. místo) | Alza.cz – politická satira (králíci a diplomky), CZC.cz – kampaň Dvojky (2.–3. místo) |
| 2019 | Milion chvilek pro demokracii                   | Crowdfunding Deníku N, Kampaň k seriálu Most! (2.–3. místo)                           | Crowdfunding Deníku N, Kampaň k seriálu Most! (2.–3. místo)                           |
| 2020 | Reakce Rohlik.cz na epidemii covidu-19          | Crowdfundingová kampaň CoroVent                                                       | DVTV (crowdfunding)                                                                   |
| 2021 | Virální video F1 pro RedBull                    | #kulturažije                                                                          | Dedoles / Virální video a další obsah k filmu 13 minut (3.–4. místo)                  |
| 2022 | Zbraneproukrajinu.cz                            | FC Rokycany na Twitteru                                                               | Reakce Bageterie Boulevard na spot McDonalds - Martin Morejt                          |
| 2023 | Matt Field – #JsemTuNovej                       | Zbraneproukrajinu.cz                                                                  | Kazma Kazmitch – marketing filmu ONEMANSHOW: The Movie                                |
| 2024 | Kampaň Do půlnoci objednáš, ráno v Alzaboxu máš | Vítězství Mikýře v Survivoru a jeho monetizace                                        | Marketingová komunikace Oktagonu / Zeptej se vědce                                    |

#### Veřejně prospěšná služba – cena České televize
Mezi lety 2012 až 2016 kategorie „Veřejně prospěšná služba“.
| rok  | 1. místo                                | 2. místo                            | 3. místo                                        |
| ---- | --------------------------------------- | ----------------------------------- | ----------------------------------------------- |
| 2012 | Potraviny na pranýři                    | Dopravniinfo.cz                     | Paměťnároda.cz                                  |
| 2013 | Potraviny na pranýři                    | Volební kalkulačka                  | Rekonstrukce státu                              |
| 2014 | Potraviny na pranýři                    | Internetová jazyková příručka       | Otevřená data ČSÚ                               |
| 2015 | Paměťnároda.cz                          | Demagog                             | Měsíc raka                                      |
| 2016 | Hlídač smluv                            | Záchranka                           | Mapa samosprávy                                 |
| 2017 | Registr smluv                           | Nadační fond nezávislé žurnalistiky | Záchranka                                       |
| 2018 | Paměťnároda.cz                          | Nadační fond nezávislé žurnalistiky | Ježíškova vnoučata                              |
| 2019 | Aplikace Záchranka                      | Ježíškova vnoučata                  | Česko.digital                                   |
| 2020 | Paměť národa                            | Covid19cz.cz                        | Hlídač státu                                    |
| 2021 | Aplikace Záchranka                      | Hlídač státu                        | Česko.digital                                   |
| 2022 | Stojíme za Ukrajinou a Pomáhej Ukrajině | Donio                               | Hlídač státu / Aplikace Záchranka (3.–4. místo) |
| 2023 | Paměť národa                            | Donio                               | Aplikace Záchranka                              |
| 2024 | Bankovní identita                       | Česko.digital                       | Donio                                           |

#### Osobnost roku
Mezi lety 2006 až 2016 kategorie „Osobnost“.
| rok  | 1. místo                     | 2. místo          | 3. místo                                                   |
| ---- | ---------------------------- | ----------------- | ---------------------------------------------------------- |
| 2006 | Ivo Lukačovič                | Dušan Janovský    | Jiří Peterka                                               |
| 2007 | Ivo Lukačovič                | František Fuka    | Bohumil Přecechtěl                                         |
| 2008 | Ondřej Tomek a Oldřich Bajer | Michal Illich     | Ivo Lukačovič                                              |
| 2009 | Taťána le Moigne, Google.cz  | Miloš Čermák      | Jan a Petr Staňkovi                                        |
| 2010 | Miloš Čermák                 | Miroslav Motejlek | Petr Bednář                                                |
| 2011 | Tomáš Čupr                   | Josef Šlerka      | Milan Fridrich                                             |
| 2012 | Ondřej Fryc                  | Josef Šlerka      | Pavel Zima                                                 |
| 2013 | Petr Koubský                 | Josef Šlerka      | Roman Vaněk                                                |
| 2014 | Josef Šlerka                 | Jakub Havrlant    | Martin Veselovský                                          |
| 2015 | Martin Veselovský            | Janek Rubeš       | Jan Řežáb                                                  |
| 2016 | Eduard Kučera a Pavel Baudiš | Jakub Havrlant    | Janek Rubeš                                                |
| 2017 | Janek Rubeš                  | Michal Bláha      | Marie Havlíčková                                           |
| 2018 | Jindřich Šídlo               | Aleš Zavoral      | Michal Bláha                                               |
| 2019 | Oliver Dlouhý                | Simona Kijonková  | Jiří Hlavenka                                              |
| 2020 | Michal Bláha                 | Josef Průša       | Jakub Nešetřil                                             |
| 2021 | Ondřej Vlček                 | Josef Průša       | Jan Bednář / Martin Mikyska (3.–4. místo)                  |
| 2022 | Jan Bednář                   | Ján Simkanič      | Lenka Kabrhelová                                           |
| 2023 | AI                           | Dušan Šenkypl     | Jakub Havrlant/Ondřej Filip/Čestmír Strakatý (3.–5. místo) |
| 2024 | Simona Kijonková             | Čestmír Strakatý  | Martin Mikyska                                             |

#### Influencer
| rok  | 1. místo | 2. místo               | 3. místo |
| ---- | -------- | ---------------------- | -------- |
| 2024 | Kovy     | Vojtěch Agraelus Fišer | MenT     |

#### Mladá krev
| rok  | 1. místo    | 2. místo                       | 3. místo                                  |
| ---- | ----------- | ------------------------------ | ----------------------------------------- |
| 2022 | Knihobot.cz | Studio N / Donio (2.–3. místo) | Studio N / Donio (2.–3. místo)            |
| 2023 | Donio       | Martin Mikyska                 | Jsem v obraze / Pod svícnem (3.–4. místo) |
| 2024 | Donio       | Václav Staněk (Vasky a Botas)  | Nevyhasni                                 |

### Zvláštní cena serveru Lupa.cz
- 2008: WebExpo 2008
- 2010: Fakturoid.cz
- 2011: Václav Klaus, prezident ČR – Za výjimečné využití videa pro popularizaci české kultury ve světě a Nora Fridrichová, moderátorka ČT – Za nezištnou pomoc panu prezidentovi k celosvětové slávě
- 2012: Zakomunistů.cz
- 2013: Stratocaching
- 2016: Jakub Mráček, Michal Kubáň, Benedikt Kotmel – za prosazování a popularizaci open dat ve veřejné správě

## Zrušené kategorie

### Inspirace roku
V roce 2010 kategorie „Dobrej nápad“.
| rok  | 1. místo         | 2. místo         | 3. místo                                     |
| ---- | ---------------- | ---------------- | -------------------------------------------- |
| 2010 | VideaČesky.cz    | NejŘemeslníci.cz | Čtyřlístek ze stránek STRACH.cz na Facebooku |
| 2011 | Respekt pro iPad | Jízdomat.cz      | Mixit.cz                                     |
| 2016 | LidskáSíla.cz    |                  |                                              |

### Data driven projekt
| rok  | 1. místo  | 2. místo    | 3. místo        |
| ---- | --------- | ----------- | --------------- |
| 2016 | Skypicker | Cenová mapa | Twisto – Nikita |

### Mobilní služba
| rok  | 1. místo                | 2. místo              | 3. místo                  |
| ---- | ----------------------- | --------------------- | ------------------------- |
| 2010 | m.T-Mobile.cz           | Vodafone Live!        | m.Facebook.com            |
| 2011 | multiplatformní Mapy.cz | Recepty pro iPad      | multiplatformní iVysílání |
| 2012 | iDNES.cz – aplikace     | Novinky.cz – aplikace | ČT 4 – aplikace           |
| 2013 | Mapy.cz – nová aplikace | ČSFD.cz               | Aladin                    |
| 2014 | Mapy.cz                 | České dráhy           | Pubtran (Jízdní řády)     |

### Vyhledávače
V letech 2009 a 2010 kategorie rozšířena na „Vyhledávače a databáze“.
| rok  | 1. místo  | 2. místo  | 3. místo   |
| ---- | --------- | --------- | ---------- |
| 2006 | Google.cz | Seznam.cz | Centrum.cz |
| 2007 | Google.cz | Seznam.cz | Centrum.cz |
| 2008 | Google.cz | Seznam.cz | Centrum.cz |
| 2009 | Seznam.cz | Google.cz | ČSFD.cz    |
| 2010 | Google.cz | Seznam.cz | ČSFD.cz    |
| 2011 | Google.cz | Seznam.cz |            |

### Komunikační služby
Mezi lety 2006 až 2008 kategorie „Freemail“.
| rok  | 1. místo        | 2. místo         | 3. místo         |
| ---- | --------------- | ---------------- | ---------------- |
| 2006 | Email.seznam.cz | Email.centrum.cz | Gmail.com        |
| 2007 | Email.seznam.cz | Gmail.com        | Email.centrum.cz |
| 2008 | Seznam E-mail   | Centrum E-mail   | Gmail            |
| 2009 | Seznam E-mail   | Skype.com        | Gmail.com        |
| 2010 | Seznam E-mail   | Skype.cz         | Gmail.com        |

### Publikační platformy
| rok  | 1. místo    | 2. místo  | 3. místo  |
| ---- | ----------- | --------- | --------- |
| 2009 | YouTube.com | Rajče.net | Stream.cz |
| 2010 | YouTube.com | Rajče.net | Picasa    |

### Sociální sítě
V roce 2007 kategorie „Komunitní projekt“, v roce 2008 kategorie „Komunitní server“.
| rok  | 1. místo      | 2. místo  | 3. místo     |
| ---- | ------------- | --------- | ------------ |
| 2007 | Viry.cz/forum | Jabbim.cz | Andor.cz     |
| 2008 | Rodina.cz     | Blog.cz   | Alík.cz      |
| 2009 | Facebook.com  | Lidé.cz   | Líbímseti.cz |
| 2010 | Facebook.com  | Lidé.cz   | Bandzone.cz  |

### Veřejný sektor
V letech 2006 a 2007 kategorie „Web veřejné správy“.
| rok  | 1. místo   | 2. místo                              | 3. místo                              |
| ---- | ---------- | ------------------------------------- | ------------------------------------- |
| 2006 | Justice.cz | Portal.gov.cz (Portál veřejné správy) | Czech.cz                              |
| 2007 | Justice.cz | Czech.cz                              | Portal.gov.cz (Portál veřejné správy) |
| 2008 | Czech.cz   | Justice.cz                            | Nahlizenidokn.cuzk.cz                 |

### Zábava
V letech 2006 a 2007 kategorie „Zábava a bulvár“.
| rok  | 1. místo  | 2. místo    | 3. místo          |
| ---- | --------- | ----------- | ----------------- |
| 2006 | Super.cz  | Bleskově.cz | Blesk.cz          |
| 2007 | Super.cz  | Blesk.cz    | Lost.cz           |
| 2008 | Stream.cz | Lost.cz     | Footballarena.org |

### Webhoster
| rok  | 1. místo         | 2. místo    | 3. místo     |
| ---- | ---------------- | ----------- | ------------ |
| 2006 | Český hosting.cz | Czechia.com | Pípni.cz     |
| 2007 | Webzdarma.cz     | IC.cz       | Webgarden.cz |

### Firemní web
| rok  | 1. místo    | 2. místo    | 3. místo         |
| ---- | ----------- | ----------- | ---------------- |
| 2006 | Vodafone.cz | T-mobile.cz | Škoda-auto.cz    |
| 2007 | Vodafone.cz | T-mobile.cz | Studentagency.cz |

## Kontroverze
V roce 2011 byl na popud romského sdružení ROMEA dodatečně z finálního hlasování vyřazen projekt české Necyklopedie, který byl nominován v kategorii Zájmové weby. Lupa.cz to odůvodnila citací z pravidel, konkrétně tím, že „z nominací budou vyloučeny veškeré služby či projekty s pornografickou tematikou nebo porušující platné zákony České republiky. Vyloučeny budou rovněž projekty, služby či instituce šířící či podporující národnostní, rasovou, náboženskou nebo jinou srovnatelnou nesnášenlivost či xenofobii“. Kontroverzi ale vyvolalo to, že tato pravidla se týkají pouze nominací projektů do soutěže a nevztahují se na finální hlasování. Na protest proti tomuto kroku se František Fuka dožadoval stažení svého nominovaného projektu FFFILM, protože „FFFILM podporuje náboženskou nesnášenlivost“. Zároveň bylo v návaznosti na vyřazení Necyklopedie samotnými čtenáři Lupy.cz poukázáno na nevhodnost dalšího nominovaného projektu Ulož.to a i ten byl ze závěrečného hlasování stažen.